# Vaugòrja
Vaugòrja (en francès Valgorge) és un municipi francès situat al departament de l'Ardecha i a la regió d'Alvèrnia-Roine-Alps. L'any 2007 tenia 439 habitants.

## Demografia

### Població
El 2007 la població de fet de Valgorge era de 439 persones. Hi havia 140 famílies de les quals 52 eren unipersonals (26 homes vivint sols i 26 dones vivint soles), 41 parelles sense fills, 29 parelles amb fills i 18 famílies monoparentals amb fills.
La població ha evolucionat segons el següent gràfic:
Habitants censats

### Habitatges
El 2007 hi havia 400 habitatges, 141 eren l'habitatge principal de la família, 227 eren segones residències i 32 estaven desocupats. 335 eren cases i 55 eren apartaments. Dels 141 habitatges principals, 88 estaven ocupats pels seus propietaris, 40 estaven llogats i ocupats pels llogaters i 12 estaven cedits a títol gratuït; 7 tenien una cambra, 9 en tenien dues, 39 en tenien tres, 37 en tenien quatre i 48 en tenien cinc o més. 86 habitatges disposaven pel capbaix d'una plaça de pàrquing. A 68 habitatges hi havia un automòbil i a 58 n'hi havia dos o més.

### Piràmide de població
La piràmide de població per edats i sexe el 2009 era:
| Homes | Edats   | Dones |
| ----- | ------- | ----- |
| 4     | 95 o +  | 0     |
| 0     | 90 a 94 | 8     |
| 4     | 85 a 89 | 4     |
| 0     | 80 a 84 | 12    |
| 16    | 75 a 79 | 20    |
| 16    | 70 a 74 | 16    |
| 0     | 65 a 69 | 20    |
| 16    | 60 a 64 | 4     |
| 4     | 55 a 59 | 4     |
| 20    | 50 a 54 | 4     |
| 8     | 45 a 49 | 12    |
| 20    | 40 a 44 | 12    |
| 20    | 35 a 39 | 12    |
| 36    | 30 a 34 | 32    |
| 16    | 25 a 29 | 16    |
| 4     | 20 a 24 | 8     |
| 8     | 15 a 19 | 20    |
| 4     | 10 a 14 | 4     |
| 8     | 5 a 9   | 8     |
| 12    | 0 a 4   | 12    |

## Economia
El 2007 la població en edat de treballar era de 277 persones, 155 eren actives i 122 eren inactives. De les 155 persones actives 134 estaven ocupades (70 homes i 64 dones) i 21 estaven aturades (14 homes i 7 dones). De les 122 persones inactives 31 estaven jubilades, 16 estaven estudiant i 75 estaven classificades com a «altres inactius».

### Ingressos
El 2009 a Valgorge hi havia 146 unitats fiscals que integraven 334 persones, la mediana anual d'ingressos fiscals per persona era de 14.027,5 €.

### Activitats econòmiques
Dels 15 establiments que hi havia el 2007, 4 eren d'empreses de construcció, 3 d'empreses de comerç i reparació d'automòbils, 1 d'una empresa de transport, 3 d'empreses d'hostatgeria i restauració, 1 d'una empresa de serveis i 3 d'entitats de l'administració pública.
Dels 5 establiments de servei als particulars que hi havia el 2009, 1 era una gendarmeria, 1 oficina de correu, 1 taller de reparació d'automòbils i de material agrícola i 2 paletes.
Dels 2 establiments comercials que hi havia el 2009, 1 era una botiga de menys de 120 m² i 1 una carnisseria.
L'any 2000 a Valgorge hi havia 14 explotacions agrícoles que ocupaven un total de 219 hectàrees.

## Equipaments sanitaris i escolars
El 2009 hi havia una escola elemental.

## Poblacions més properes
El següent diagrama mostra les poblacions més properes.